# Bodiluddelingen 1985
Bodiluddelingen 1985 blev afholdt i 1985 på Hotel d’Angleterre i København og markerede den 38. gang at Bodilprisen blev uddelt.
Bodil-uddelingens mest katastrofale år, da Filmmedarbejderforeningen i ren protest over det lave danske kunstneriske film-niveau, valgte kun at uddele prisen for bedste danske film, som gik til Lars von Trier, som dog ikke blot takkede nej til prisen, men ikke engang dukkede op til uddelingen. Reaktionen på de mange manglende skuespiller-hædringer kom nok som en reaktion på de meget få støttemidler, som den danske filmverdenen i perioden havde til rådighed. Mens andre intet fik, fik én meget, da filmproducent Per Holst modtog hele to Æres-Bodil'er, for hans arbejde på Kærne film og for sin import af bedste europæiske film Paris, Texas.

## Vindere
| Bedste mandlige hovedrolle                | Bedste kvindelige hovedrolle                   |
| ----------------------------------------- | ---------------------------------------------- |
| - ikke uddelt                             | - ikke uddelt                                  |
| Bedste mandlige birolle                   | Bedste kvindelige birolle                      |
| - ikke uddelt                             | - ikke uddelt                                  |
| Bedste danske film                        | Bedste ikke-europæiske film                    |
| - Forbrydelsens element af Lars von Trier | - Mænd af den rette støbning af Philip Kaufman |
| Bedste europæiske film                    | Bedste dokumentarfilm                          |
| - Paris, Texas af Wim Wenders             | - ikke uddelt                                  |

## Øvrige priser

### Æres-Bodil
- Per Holst (filmproducent) for sit fremragende arbejde på Kærne Film
- Per Holst (filmproducent) for import af bedste europæiske film Paris, Texas af Wim Wenders